# Het achtenveertigste uur
Het achtenveertigste uur is een roman van Nicolaas Matsier, geschreven in 2005.

## Verhaal
Een man uit Soedan is zijn land ontvlucht omdat hij bedreigd werd. De dreiging komt van twee kanten: van zijn oom, die uit is op het land dat de gevluchte man van zijn vader geërfd heeft, alsook van zijn schoonvader, met wiens dochter hij stiekem is getrouwd.

## Achtergrond
Het eigenlijke onderwerp van de roman is de procedure binnen het vreemdelingenbeleid, waarin de Nederlandse staat toetst of een vreemdeling kan worden toegelaten of niet. De roman begint wanneer de Soedanees op Schiphol door de Marechaussee onderworpen wordt aan de eerste stap in dat toetsingsproces, het doen van het eerste onderzoek en het opstellen van een proces verbaal over de bevindingen. In elke volgende stap krijgt hij te maken met steeds weer andere ambtenaren, nu van de IND, die steeds weer van verschillende omstandigheden niet op de hoogte zijn. Zij kijken vooral naar hoe zij het 'dossier' zo snel mogelijk kunnen sluiten. Alles draait om papieren die al dan niet betrouwbaar zijn, en om papieren die er niet zijn en soms ook niet hadden kunnen zijn.
Matsier laat zien hoe door dichtgetimmerde procedures bureaucratische belangen belangrijker worden, dan het achterhalen van de eigenlijke reden waarom iemand is gevlucht – of het achterhalen waarom iemand een dergelijk verhaal heeft opgedist.